# القانون الصفري للديناميكا الحرارية

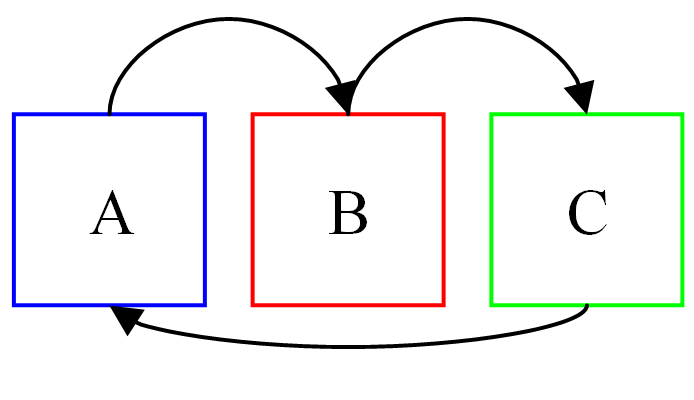

ينص القانون الصفري للديناميكا الحرارية على أنه إذا كان كل من نظامين ترموديناميكيين في حالة توازن حراري مع نظام ترموديناميكي ثالث، فإنهما في حالة توازن حراري مع بعضهما. بالتالي فأن التوازن الحراري بين الأنظمة علاقة متعدية.
يقال عن نظامين إنهما في علاقة توازن حراري مع بعضهما إذا ارتبطا بجدار نفوذ للحرارة فقط وهما لا يتغيران بمرور الزمن. يصطلح أيضًا للسهولة القول عن نظامين إنهما في حالة توازن حراري مع بعضهما إذا لم يرتبطا بحيث يمكن انتقال الحرارة بينهما، ولكن انتقال الحرارة لم يكن ليحدث بينهما (حتى) ولو كانا مرتبطين بجدار نفوذ للحرارة فقط.
يعبر ماكسويل عن المعنى الفيزيائي بقوله: «كل الحرارة هي من نفس النوع». من الصياغات الأخرى للقانون «كل الجدران النفوذة للحرارة متكافئة».
القانون مهم للصياغة الرياضية للديناميكا الحرارية (الترموديناميك)، التي تحتاج تأكيد أن علاقة التوازن الحراري هي علاقة تكافؤ. هذه المعلومة ضرورية لإيجاد تعريف رياضي لدرجة الحرارة يتوافق مع الوجود الفيزيائي لموازين حرارة تعمل.

## القانون الصفري للترموديناميك
يوصف نظام بأنه في حالة توازن حراري عندما لا تتغير درجة حرارته مع الزمن .
إذا كانت A وB وC أمثلة لأجسام منفصلة أو أنظمة حرارية فيمكننا صياغة القانون الصفري للترموديناميك كالتالي .
إن كان كل من A وB في توازن حراري مع النظام C ، يكون النظام A في توازن حراري مع C و B في توازن حراري مع C و بجمع الأنظمة الثلاثة نستخلص أن كل نظام له توازن حراري تجاه النظام الآخر .
وبناء على ذلك يكون التوازن الحراري صفة لدرجة حرارة الأنظمة A وB وC ، ويكون:
{\displaystyle \mathrm {if} ~T(A)=T(B)}
{\displaystyle \mathrm {if} ~T(B)=T(C)}
{\displaystyle \mathrm {then} ~T(A)=T(C).}

## أساس درجة الحرارة
يؤسس القانون الصفري التوزان الحراري كعلاقة تكافؤ. تقسم علاقة التكافؤ لمجموعة (كمجموعة كل الأنظمة التي في حالة توازن ترموديناميكي داخلي خاص بها) تلك المجموعة إلى تجمع من المجموعات الجزئية الفريدة («المجموعات الجزئية المنفصلة») حيث أي عضو من مجموعة يكون عضوًا من مجموعة جزئية واحدة ووحيدة. في حالة القانون الصفري تتكون هذه المجموعات الجزئية من أنظمة في حالة توازن متبادل. يسمح هذا التقسيم لأي عضو في هذه المجموعات الجزئية أن «يميز» بعلامة فريدة تحدد المجموعة الجزئية التي ينتمي لها. رغم أن العلامات المميزة قد تكون عشوائية، إلا أن درجة الحرارة هي مجرد عملية تمييز من هذا النوع تستخدم نظام الأعداد الحقيقية للتمييز. يبرر القانون الصفري استخدام الأنظمة الترموديناميكية الملائمة كموازين حرارة لتوفير هذا التمييز، ما ينتج أي عدد من مقاييس درجة الحرارة الإمبريقية المحتملة، ويبرر استخدام القانون الثاني للديناميكا الحرارية لتوفير مقياس حرارة مطلق أو مقياس درجة حرارة ترموديناميكي. تجلب مقاييس درجة الحرارة هذه خصائص استمرارية وترتيبية (أي «ساخن» و«بارد») لمفهوم درجة الحرارة.
في فضاء البارامترات الترموديناميكية تشكل مناطق درجة الحرارة سطحًا يوفر ترتيبًا طبيعيًّا للسطوح المجاورة. يمكن بالتالي لنا تأسيس تابع (دالة) عالمي لدرجة الحرارة يوفر ترتيبًا مستمرًّا للحالات. أبعاد سطح درجة الحرارة الثابتة أقل بواحد من عدد البارامترات الترموديناميكية، وبالتالي فإن غازًا مثاليًّا موصوفًّا بثلاثة بارامترات P,V,N هو سطح ثنائي الأبعاد.
على سبيل المثال، إذا كان نظامان من الغازات المثالية في حالة توازن فإن{\displaystyle P_{2}V_{2} \over N_{2}} = {\displaystyle P_{1}V_{1} \over N_{1}} حيث {\displaystyle P_{i}} هو الضغط في النظام ذي الترتيب {\displaystyle i}، و{\displaystyle V_{i}} هو الحجم، و{\displaystyle N_{i}} هو كمية الغاز (بالمولات أو ببساطة بعدد الذرات).
يعرف السطح {\displaystyle PV \over N} الأسطح ذات درجة الحرارة الترموديناميكية المساوية، ويمكن لنا تمييز تعريف {\displaystyle T} بحيث يكون {\displaystyle RT} = {\displaystyle PV \over N}، حيث R ثابت ما. يمكن لهذه الأنظمة الآن أن تُستخدم كموازين حرارة لمعايرة الأنظمة الأخرى. تعرف هذه الأنظمة باسم «موازين حرارة الغاز المثالي».
بالمعنى الذي يركز عليه القانون الصفري، هناك فقط نوع واحد من الجدران النفوذة أو نوع واحد من الحرارة، وتعبر عن ذلك ملاحظة ماكسويل بأن «كل الحرارة هي من نفس النوع». ولكن بمعنى آخر فإن الحرارة تنتقل في رتب مختلفة، وتعبر عن ذلك ملاحظة سومرفيلد بأن «الديناميكا الحرارية تدرس الشروط التي تحكم تحول الحرارة إلى عمل (شغل). هي تعلمنا أن نتعرف على درجة الحرارة كمقياس لقيمة-العمل للحرارة. الحرارة ذات درجة الحرارة الأعلى أغنى، وقادرة على أداء عمل أكبر. يمكن اعتبار العمل حرارةً ذات درجة حرارة لانهائية الارتفاع، كحرارة متوفرة بشكل غير مشروط». هذا هو سبب أن درجة الحرارة هي المتغير المحدد الذي يشير إليه نص تكافؤ القانون الصفري.